# Hollie Stevens
Pour les articles homonymes, voir Stevens.
Hollie Stevens, nom de scène de Tia Kidwell (née le 4 janvier 1982 à Kansas City (Missouri), morte le 3 juillet 2012 à San Francisco) est une actrice pornographique américaine.

## Carrière
Elle fait ses débuts en 2000 en tant que danseuse sous le nom de Holly Wood. Elle devient actrice pornographique en 2003 et apparaîtra dans plus de 180 films. Sa première scène est avec Bridgette Kerkove et Joel Lawrence dans Mirror Image pour Sin City. On la considère comme une pionnière du genre "porno clown", où les acteurs sont maquillés comme des clowns,. Elle est chroniqueuse et mannequin pour le magazine Girls & Corpses qui exploite ce genre.
Par ailleurs, elle fait des apparitions dans films de genre conventionnels et est également DJ, vidéo-jockey, kickboxeuse, performeuse et peintre.

## Décès
En avril 2011, on lui diagnostique un cancer du sein, elle arrête sa carrière ; en août 2011, elle subit une mastectomie. Le 4 juin 2012, elle est transportée à un hôpital de San Francisco pour des complications d'un cancer du sein, car elle souffre d'une déshydratation sévère due à la chimiothérapie. Quatre jours plus tard, on découvre que son cancer du sein a donné des métastases aux os, au foie et au cerveau ; on lui donne de quelques semaines à trois mois à vivre. Le 10 juin, elle épouse son compagnon de longue date, l'acteur Eric Cash, dans la salle de réunion de l'hôpital. Elle meurt un mois après, le 3 juillet 2012.

## Récompenses
- 2004 : AVN Award de la meilleure scène de sexe entre filles : Jessica Darlin (es), Brandi Lyons (es), Lana Moore, Hollie Stevens, Flick Shagwell, Ashley Blue et Crystal Ray (es) dans The Violation of Jessica Darlin (JM Productions)[5].

## Source de traduction
- (en) Cet article est partiellement ou en totalité issu de l’article de Wikipédia en anglais intitulé « Hollie Stevens » (voir la liste des auteurs).

1. ↑  (en) Mark Weingarten, « Speak of the devil », Spin,‎ septembre 2008, p. 81 (lire en ligne)
2. ↑  (en) Steven T. Jones, The Tribes of Burning Man : How an Experimental City in the Desert Is Shaping the New American Counterculture, Consortium of Collective Consciousness, 2011, 313 p. (lire en ligne), p. 178
3. 1 2  (en) Vanessa L. Pinto, « "Queen of Clown Porn," Hollie Stevens, has Passed Away », sur SF Weekly, 2012
4. ↑  (en) Lydia Warren, « 'Queen of Clown Porn' dies aged 30 after brave public battle with breast cancer », sur Daily Mail, 2012 (consulté le 1er janvier 2022)
5. ↑  (en) Vanessa L. Pinto, « Hollie Stevens Dead: The Queen of Clown Porn Dies », sur HuffPost, 2012 (consulté le 1er janvier 2022)